# Julio García
Julio César García Mezones (ur. 16 czerwca 1981 w Piurze) – peruwiański piłkarz występujący na pozycji pomocnika, reprezentant Peru w latach 2003–2007.

## Kariera klubowa
García karierę rozpoczynał w 1999 roku w zespole Club Juan Aurich. Spędził tam jeden sezon. Następnie grał w drużynach Alianza Lima oraz CD Unión Minas. W 2002 roku trafił do zespołu Club Cienciano. W 2004 roku wywalczył z nim wicemistrzostwo fazy Apertura Primera División Peruana. W połowie 2004 roku García odszedł do meksykańskiego klubu Atlético Morelia. Spędził w nim sezon 2004/2005, a potem wrócił do Cienciano. W latach 2005 oraz 2006 wywalczył z nim mistrzostwo Peru, a w 2007 wicemistrzostwo fazy Apertura. W połowie 2008 roku García podpisał kontrakt z cypryjskim AEL Limassol. Na początku 2009 roku odszedł stamtąd do Enosis Neon Paralimni. Występował tam przez pół roku. W połowie 2009 roku ponownie został graczem Club Cienciano, gdzie trzy lata później zakończył karierę.

## Kariera reprezentacyjna
W reprezentacji Peru García zadebiutował w 2003 roku. W 2004 roku został powołany do kadry na turniej Copa América. Nie zagrał jednak na nim w żadnym meczu, a Peru odpadło z rozgrywek w ćwierćfinale. W latach 2003–2007 w drużynie narodowej García rozegrał łącznie 11 spotkań.